# Быкова, Надежда Александровна
Надежда Александровна Быкова (1907—1997) — советский архитектор, автор десяти станций Московского метрополитена (девять из них — в соавторстве с мужем, архитектором И. Г. Тарановым).

## Биография
Родилась 15 (28 ноября) 1907 года в Серпухове (ныне Московская область) в семье земского врача Александра Быкова и фельдшерицы Надежды Чербовой.
Окончив школу, планировала обучаться на медика, но получила разнарядку в московский ВХУТЕМАС, который окончила в 1930 году по классу архитектуры Н. А. Ладовского. С 1930 года работала в Проектгражданстрое (позднее Гипрогор) под руководством Г. Б. Бархина. Разрабатывала типовые проекты ФЗС, ФЗУ и других общественных зданий. С 1932 года — инженер Метропроекта. Выиграла первый конкурс проектов московского метро с проектом станции «Сокольники» в соавторстве с И. Г. Тарановым.
Поначалу отношение к архитектуре метро было настолько малосерьёзным, что ею занимался лишь скромный архитектурный отдел Метропроекта… именно эта бригада разработала все пространственно-композиционные решения станций первой очереди. Называя официальных архитекторов, надо всегда иметь в виду их соавторов: Барков, Седикова, Таранов, Быкова, Шухарева, Шагурина, Ревковский, Андриканис, Лихтенберг и Гонцкевич. Возглавлял эту группу один из создателей здания Госпрома в Харькове С. М. Кравец. — Московскому метро 70 лет, WAM 14/2005, М, 2005
 Строительство «Сокольников» … не шло как по маслу. Колонны «под натиском сверху» становились из круглых квадратными, еле отстояли для облицовки мрамор «Уфалей». Наземный вестибюль после всевозможных утверждений было приказано уменьшить в полтора раза, и родители выкручивались, но так или иначе «Сокольники» были построены. — А. И. Таранов

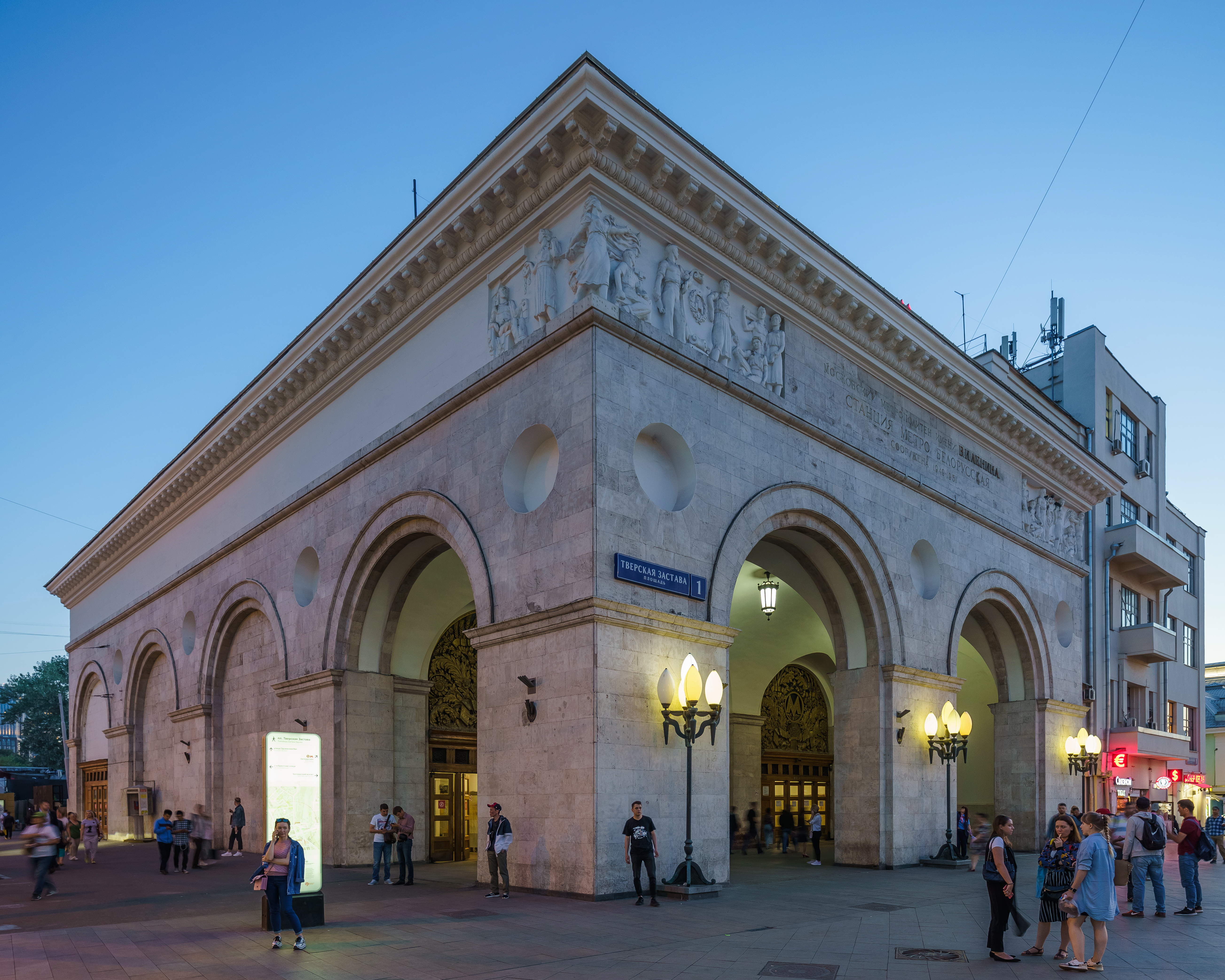
Наземный вестибюль станции «Белорусская» (кольцевая)

В течение всей жизни Надежда Александровна работала в проектных организациях метрополитена. После «Сокольников» ею спроектированы:
- 1938 — «Белорусская»-радиальная, совместно с Н. H. Андриканисом
- 1943 — «Новокузнецкая», совместно с И. Г. Тарановым. Портреты авторов «спрятаны» в мозаике, в торце перехода на Третьяковскую.
- 1944 — переходный тоннель со станции «Театральная» на станцию «Охотный Ряд», совместно с И. Г. Тарановым.
- 1954 — «Белорусская»-кольцевая, совместно с И. Г. Тарановым.
- 1957 — «Спортивная», совместно с И. Г. Тарановым
- 1958 — ВДНХ, совместно с И. Г. Тарановым
- 1959 — наземный вестибюль станции "Университет, " совместно с И. Г. Тарановым
- 1961 — «Измайловская», совместно с И. Г. Тарановым
- 1963 — «Щёлковская», совместно с И. Г. Тарановым
- 1963 — «Проспект Вернадского», совместно с И. Г. Тарановым

В 1938—1939 годах совместно с И. Г. Тарановым спроектировала павильон «Механизация» ВСХВ (в 1950-е годы реконструирован в современный павильон «Космос»).
В 1937—1938 годах была членом правления Архфонда ССА СССР. В 1941—1943 годах находилась в эвакуации в Барнауле, где работала в качестве главного архитектора города. В 1942—1943 годах была председателем правления Барнаульского отделения ССА.
Мать современного московского архитектора А. И. Таранова.
В 1963 году вышла на пенсию. Умерла в 1997 году. Похоронена на Новодевичьем кладбище вместе с мужем.

## Награды и премии
- Сталинская премия третьей степени (1952) — за архитектуру станции «Белорусская—кольцевая» Московского метрополитена имени Л. М. Кагановича